# Bāsh Khalīj
Bāsh Khalīj (persiska: باش خلیج, Bāsh Khalaj, باش خلج) är en ort i Iran.   Den ligger i provinsen Östazarbaijan, i den nordvästra delen av landet, 500 km väster om huvudstaden Teheran. Bāsh Khalīj ligger 1 663 meter över havet och antalet invånare är 135.
Terrängen runt Bāsh Khalīj är platt åt sydost, men åt nordväst är den kuperad. Runt Bāsh Khalīj är det ganska glesbefolkat, med 22 invånare per kvadratkilometer. Närmaste större samhälle är Ālāqīyeh, 1,7 km öster om Bāsh Khalīj. Trakten runt Bāsh Khalīj består i huvudsak av gräsmarker.